# 8e étape du Tour d'Espagne 2017
La 8e étape du Tour d'Espagne 2017 se déroule le samedi 26 août 2017, entre Hellín et Xorret de Catí, sur une distance de 199,5 kilomètres.

## Résultats

### Classement de l'étape
| \| Classement de l'étape \| Classement de l'étape \| Classement de l'étape \| Classement de l'étape \| Classement de l'étape \| \| Coureur \| Coureur \| Pays \| Équipe \| Temps \| \| --------------------- \| --------------------- \| --------------------- \| --------------------- \| --------------------- \| \| 1er \| Julian Alaphilippe \| France \| Quick-Step Floors \| 4 h 37 min 55 s \| \| 2e \| Jan Polanc \| Slovénie \| UAE Team Emirates \| + 2 s \| \| 3e \| Rafał Majka \| Pologne \| Bora-Hansgrohe \| + 2 s \| \| 4e \| Serge Pauwels \| Belgique \| Dimension Data \| + 26 s \| \| 5e \| Nélson Oliveira \| Portugal \| Movistar Team \| + 28 s \| \| 6e \| Michel Kreder \| Pays-Bas \| Aqua Blue Sport \| + 32 s \| \| 7e \| Maxime Monfort \| Belgique \| Lotto-Soudal \| + 32 s \| \| 8e \| Bart De Clercq \| Belgique \| Lotto-Soudal \| + 34 s \| \| 9e \| Alberto Losada \| Espagne \| Katusha-Alpecin \| + 37 s \| \| 10e \| Emanuel Buchmann \| Allemagne \| Bora-Hansgrohe \| + 1 min 04 s \| |                    |           |                   |                 |
| |                    |           |                   |                 |
| Source : ProCyclingStats |                    |           |                   |                 |
| Classement de l'étape |                    |           |                   |                 |
| Coureur | Coureur            | Pays      | Équipe            | Temps           |
| 1er | Julian Alaphilippe | France    | Quick-Step Floors | 4 h 37 min 55 s |
| 2e | Jan Polanc         | Slovénie  | UAE Team Emirates | + 2 s           |
| 3e | Rafał Majka        | Pologne   | Bora-Hansgrohe    | + 2 s           |
| 4e | Serge Pauwels      | Belgique  | Dimension Data    | + 26 s          |
| 5e | Nélson Oliveira    | Portugal  | Movistar Team     | + 28 s          |
| 6e | Michel Kreder      | Pays-Bas  | Aqua Blue Sport   | + 32 s          |
| 7e | Maxime Monfort     | Belgique  | Lotto-Soudal      | + 32 s          |
| 8e | Bart De Clercq     | Belgique  | Lotto-Soudal      | + 34 s          |
| 9e | Alberto Losada     | Espagne   | Katusha-Alpecin   | + 37 s          |
| 10e | Emanuel Buchmann   | Allemagne | Bora-Hansgrohe    | + 1 min 04 s    |

### Points attribués
| Sprint intermédiaire - Ibi (km 159,5) | Sprint intermédiaire - Ibi (km 159,5) | Sprint intermédiaire - Ibi (km 159,5) | Sprint intermédiaire - Ibi (km 159,5) | Sprint intermédiaire - Ibi (km 159,5) |
| ------------------------------------- | ------------------------------------- | ------------------------------------- | ------------------------------------- | ------------------------------------- |
|                                       | Coureur                               | Pays                                  | Équipe                                | Point(s)                              |
| 1er                                   | Serge Pauwels                         | Belgique                              | Dimension Data                        | 4                                     |
| 2e                                    | Emanuel Buchmann                      | Allemagne                             | Bora-Hansgrohe                        | 2                                     |
| 3e                                    | Christoph Pfingsten                   | Allemagne                             | Bora-Hansgrohe                        | 1                                     |
| modifier                              |                                       |                                       |                                       |                                       |

| Arrivée d'étape - Xorret de Catí (km 199,5) | Arrivée d'étape - Xorret de Catí (km 199,5) | Arrivée d'étape - Xorret de Catí (km 199,5) | Arrivée d'étape - Xorret de Catí (km 199,5) | Arrivée d'étape - Xorret de Catí (km 199,5) |
| ------------------------------------------- | ------------------------------------------- | ------------------------------------------- | ------------------------------------------- | ------------------------------------------- |
|                                             | Coureur                                     | Pays                                        | Équipe                                      | Point(s)                                    |
| 1er                                         | Julian Alaphilippe                          | France                                      | Quick-Step Floors                           | 25                                          |
| 2e                                          | Jan Polanc                                  | Slovénie                                    | UAE Emirates                                | 20                                          |
| 3e                                          | Rafał Majka                                 | Pologne                                     | Bora-Hansgrohe                              | 16                                          |
| 4e                                          | Serge Pauwels                               | Belgique                                    | Dimension Data                              | 14                                          |
| 5e                                          | Nélson Oliveira                             | Portugal                                    | Movistar                                    | 12                                          |
| 6e                                          | Michel Kreder                               | Pays-Bas                                    | Aqua Blue Sport                             | 10                                          |
| 7e                                          | Maxime Monfort                              | Belgique                                    | Lotto-Soudal                                | 9                                           |
| 8e                                          | Bart De Clercq                              | Belgique                                    | Lotto-Soudal                                | 8                                           |
| 9e                                          | Alberto Losada                              | Espagne                                     | Katusha-Alpecin                             | 7                                           |
| 10e                                         | Emanuel Buchmann                            | Allemagne                                   | Bora-Hansgrohe                              | 6                                           |
| 11e                                         | Daan Olivier                                | Pays-Bas                                    | Lotto NL-Jumbo                              | 5                                           |
| 12e                                         | Loïc Vliegen                                | Belgique                                    | BMC Racing                                  | 4                                           |
| 13e                                         | Alberto Contador                            | Espagne                                     | Trek-Segafredo                              | 3                                           |
| 14e                                         | Christopher Froome                          | Royaume-Uni                                 | Sky                                         | 2                                           |
| 15e                                         | Jesús Hernández Blázquez                    | Espagne                                     | Trek-Segafredo                              | 1                                           |
| modifier                                    |                                             |                                             |                                             |                                             |

|   | Coureur             | Pays      | Équipe         | Secondes |
| - | ------------------- | --------- | -------------- | -------- |
| 1 | Serge Pauwels       | Belgique  | Dimension Data | 3 s      |
| 2 | Emanuel Buchmann    | Allemagne | Bora-Hansgrohe | 2 s      |
| 3 | Christoph Pfingsten | Allemagne | Bora-Hansgrohe | 1 s      |

|   | Coureur            | Pays     | Équipe            | Secondes |
| - | ------------------ | -------- | ----------------- | -------- |
| 1 | Julian Alaphilippe | France   | Quick-Step Floors | 10 s     |
| 2 | Jan Polanc         | Slovénie | UAE Emirates      | 6 s      |
| 3 | Rafał Majka        | Pologne  | Bora-Hansgrohe    | 4 s      |

### Cols et côtes
| Puerto de Biar. (km 111,1) 3e catégorie (6,1 km à 3,4 %) | Puerto de Biar. (km 111,1) 3e catégorie (6,1 km à 3,4 %) | Puerto de Biar. (km 111,1) 3e catégorie (6,1 km à 3,4 %) | Puerto de Biar. (km 111,1) 3e catégorie (6,1 km à 3,4 %) | Puerto de Biar. (km 111,1) 3e catégorie (6,1 km à 3,4 %) |
| -------------------------------------------------------- | -------------------------------------------------------- | -------------------------------------------------------- | -------------------------------------------------------- | -------------------------------------------------------- |
|                                                          | Coureur                                                  | Pays                                                     | Équipe                                                   | Point(s)                                                 |
| 1er                                                      | Laurens De Vreese                                        | Belgique                                                 | Astana                                                   | 3                                                        |
| 2e                                                       | Przemysław Niemiec                                       | Pologne                                                  | UAE Emirates                                             | 2                                                        |
| 3e                                                       | Brendan Canty                                            | Australie                                                | Cannondale-Drapac                                        | 1                                                        |
| modifier                                                 |                                                          |                                                          |                                                          |                                                          |

| Puerto de Onil (km 127,5) 3e catégorie (7 km à 3,8 %) | Puerto de Onil (km 127,5) 3e catégorie (7 km à 3,8 %) | Puerto de Onil (km 127,5) 3e catégorie (7 km à 3,8 %) | Puerto de Onil (km 127,5) 3e catégorie (7 km à 3,8 %) | Puerto de Onil (km 127,5) 3e catégorie (7 km à 3,8 %) |
| ----------------------------------------------------- | ----------------------------------------------------- | ----------------------------------------------------- | ----------------------------------------------------- | ----------------------------------------------------- |
|                                                       | Coureur                                               | Pays                                                  | Équipe                                                | Point(s)                                              |
| 1er                                                   | Przemysław Niemiec                                    | Pologne                                               | UAE Emirates                                          | 3                                                     |
| 2e                                                    | Brendan Canty                                         | Australie                                             | Cannondale-Drapac                                     | 2                                                     |
| 3e                                                    | Laurens De Vreese                                     | Belgique                                              | Astana                                                | 1                                                     |
| modifier                                              |                                                       |                                                       |                                                       |                                                       |

| \| Alto Xorret de Catí (km 195,3) 1re catégorie (5 km à 9 %) \| Alto Xorret de Catí (km 195,3) 1re catégorie (5 km à 9 %) \| Alto Xorret de Catí (km 195,3) 1re catégorie (5 km à 9 %) \| Alto Xorret de Catí (km 195,3) 1re catégorie (5 km à 9 %) \| Alto Xorret de Catí (km 195,3) 1re catégorie (5 km à 9 %) \| \| --------------------------------------------------------- \| --------------------------------------------------------- \| --------------------------------------------------------- \| --------------------------------------------------------- \| --------------------------------------------------------- \| \| \| Coureur \| Pays \| Équipe \| Point(s) \| \| 1er \| Rafał Majka \| Pologne \| Bora-Hansgrohe \| 10 \| \| 2e \| Julian Alaphilippe \| France \| Quick-Step Floors \| 6 \| \| 3e \| Jan Polanc \| Slovénie \| UAE Emirates \| 4 \| \| 4e \| Serge Pauwels \| Belgique \| Dimension Data \| 2 \| \| 5e \| Nélson Oliveira \| Portugal \| Movistar \| 1 \| \| modifier \| \| \| \| \| |                    |          |                   |          |
| Alto Xorret de Catí (km 195,3) 1re catégorie (5 km à 9 %) |                    |          |                   |          |
| | Coureur            | Pays     | Équipe            | Point(s) |
| 1er | Rafał Majka        | Pologne  | Bora-Hansgrohe    | 10       |
| 2e | Julian Alaphilippe | France   | Quick-Step Floors | 6        |
| 3e | Jan Polanc         | Slovénie | UAE Emirates      | 4        |
| 4e | Serge Pauwels      | Belgique | Dimension Data    | 2        |
| 5e | Nélson Oliveira    | Portugal | Movistar          | 1        |
| modifier |                    |          |                   |          |

## Classements à l'issue de l'étape

### Classement général
| \| Classement général \| Classement général \| Classement général \| Classement général \| Classement général \| \| Coureur \| Coureur \| Pays \| Équipe \| Temps \| \| ------------------ \| ------------------ \| ------------------ \| ------------------ \| ------------------ \| \| 1er \| Christopher Froome \| Royaume-Uni \| Team Sky \| 32 h 26 min 13 s \| \| 2e \| Esteban Chaves \| Colombie \| Orica-Scott \| + 28 s \| \| 3e \| Nicolas Roche \| Irlande \| BMC Racing Team \| + 41 s \| \| 4e \| Vincenzo Nibali \| Italie \| Bahrain-Merida \| + 53 s \| \| 5e \| Tejay van Garderen \| États-Unis \| BMC Racing Team \| + 58 s \| \| 6e \| Fabio Aru \| Italie \| Astana \| + 1 min 06 s \| \| 7e \| David de la Cruz \| Espagne \| Quick-Step Floors \| + 1 min 08 s \| \| 8e \| Adam Yates \| Royaume-Uni \| Orica-Scott \| + 1 min 18 s \| \| 9e \| Michael Woods \| Canada \| Cannondale-Drapac \| + 1 min 41 s \| \| 10e \| Ilnur Zakarin \| Russie \| Katusha-Alpecin \| + 1 min 57 s \| |                    |             |                   |                  |
| |                    |             |                   |                  |
| Source : ProCyclingStats |                    |             |                   |                  |
| Classement général |                    |             |                   |                  |
| Coureur | Coureur            | Pays        | Équipe            | Temps            |
| 1er | Christopher Froome | Royaume-Uni | Team Sky          | 32 h 26 min 13 s |
| 2e | Esteban Chaves     | Colombie    | Orica-Scott       | + 28 s           |
| 3e | Nicolas Roche      | Irlande     | BMC Racing Team   | + 41 s           |
| 4e | Vincenzo Nibali    | Italie      | Bahrain-Merida    | + 53 s           |
| 5e | Tejay van Garderen | États-Unis  | BMC Racing Team   | + 58 s           |
| 6e | Fabio Aru          | Italie      | Astana            | + 1 min 06 s     |
| 7e | David de la Cruz   | Espagne     | Quick-Step Floors | + 1 min 08 s     |
| 8e | Adam Yates         | Royaume-Uni | Orica-Scott       | + 1 min 18 s     |
| 9e | Michael Woods      | Canada      | Cannondale-Drapac | + 1 min 41 s     |
| 10e | Ilnur Zakarin      | Russie      | Katusha-Alpecin   | + 1 min 57 s     |

### Classement par points
| Classement par points | Classement par points | Classement par points | Classement par points | Classement par points |
| Coureur               | Coureur               | Pays                  | Équipe                | Points                |
| --------------------- | --------------------- | --------------------- | --------------------- | --------------------- |
| 1er                   | Matteo Trentin        | Italie                | Quick-Step Floors     | 49 pts                |
| 2e                    | Paweł Poljański       | Pologne               | Bora-Hansgrohe        | 44 pts                |
| 3e                    | Matej Mohorič         | Slovénie              | UAE Team Emirates     | 43 pts                |
| 4e                    | Julian Alaphilippe    | France                | Quick-Step Floors     | 34 pts                |
| 5e                    | Jan Polanc            | Slovénie              | UAE Team Emirates     | 32 pts                |
| 6e                    | Vincenzo Nibali       | Italie                | Bahrain-Merida        | 31 pts                |
| 7e                    | Christopher Froome    | Royaume-Uni           | Team Sky              | 30 pts                |
| 8e                    | Alexey Lutsenko       | Kazakhstan            | Astana                | 29 pts                |
| 9e                    | Edward Theuns         | Belgique              | Trek-Segafredo        | 28 pts                |
| 10e                   | Tomasz Marczyński     | Pologne               | Lotto-Soudal          | 27 pts                |

### Classement du meilleur grimpeur
| Classement du meilleur grimpeur | Classement du meilleur grimpeur | Classement du meilleur grimpeur | Classement du meilleur grimpeur | Classement du meilleur grimpeur |
| ------------------------------- | ------------------------------- | ------------------------------- | ------------------------------- | ------------------------------- |
|                                 | Coureur                         | Pays                            | Équipe                          | Point(s)                        |
| 1er                             | Davide Villella                 | Italie                          | Cannondale-Drapac               | 38 points                       |
| 2e                              | Thomas De Gendt                 | Belgique                        | Lotto-Soudal                    | 17 pts                          |
| 3e                              | Darwin Atapuma                  | Colombie                        | UAE Emirates                    | 12 pts                          |
| 4e                              | Lluís Mas                       | Espagne                         | Caja Rural-Seguros RGA          | 11 pts                          |
| 5e                              | Rafał Majka                     | Pologne                         | Bora-Hansgrohe                  | 10 pts                          |
| 6e                              | Alexandre Geniez                | France                          | AG2R La Mondiale                | 10 pts                          |
| 7e                              | Alexey Lutsenko                 | Kazakhstan                      | Astana                          | 6 pts                           |
| 8e                              | Julian Alaphilippe              | France                          | Quick-Step Floors               | 6 pts                           |
| 9e                              | Christopher Froome              | Royaume-Uni                     | Sky                             | 5 pts                           |
| 10e                             | Tomasz Marczyński               | Pologne                         | Lotto-Soudal                    | 5 pts                           |
| modifier                        |                                 |                                 |                                 |                                 |

### Classement du combiné
| Classement du combiné | Classement du combiné | Classement du combiné | Classement du combiné | Classement du combiné |
| --------------------- | --------------------- | --------------------- | --------------------- | --------------------- |
|                       | Coureur               | Pays                  | Équipe                | Point(s)              |
| 1er                   | Christopher Froome    | Royaume-Uni           | Sky                   | 17 points             |
| 2e                    | Jan Polanc            | Slovénie              | UAE Emirates          | 32 pts                |
| 3e                    | Esteban Chaves        | Colombie              | Orica-Scott           | 40 pts                |
| 4e                    | Nicolas Roche         | Irlande               | BMC Racing            | 52 pts                |
| 5e                    | Matej Mohorič         | Slovénie              | UAE Emirates          | 53 pts                |
| 6e                    | José Joaquín Rojas    | Espagne               | Movistar              | 59 pts                |
| 7e                    | Tomasz Marczyński     | Pologne               | Lotto-Soudal          | 60 pts                |
| 8e                    | Rafał Majka           | Pologne               | Bora-Hansgrohe        | 65 pts                |
| 9e                    | Paweł Poljański       | Pologne               | Bora-Hansgrohe        | 75 pts                |
| 10e                   | Nélson Oliveira       | Portugal              | Movistar              | 77 pts                |
| modifier              |                       |                       |                       |                       |

### Classement par équipes
| Classement par équipes | Classement par équipes | Classement par équipes | Classement par équipes |
| Équipe                 | Équipe                 | Pays                   | Temps                  |
| ---------------------- | ---------------------- | ---------------------- | ---------------------- |
| 1re                    | Movistar Team          | Espagne                | 96 h 40 min 18 s       |
| 2e                     | UAE Team Emirates      | Émirats arabes unis    | + 35 s                 |
| 3e                     | Astana                 | Kazakhstan             | + 7 min 12 s           |
| 4e                     | Orica-Scott            | Australie              | + 9 min 54 s           |
| 5e                     | Sky                    | Royaume-Uni            | + 11 min 47 s          |
| 6e                     | Team Sunweb            | Allemagne              | + 22 min 04 s          |
| 7e                     | Caja Rural-Seguros RGA | Espagne                | + 22 min 47 s          |
| 8e                     | BMC Racing Team        | États-Unis             | + 25 min 23 s          |
| 9e                     | AG2R La Mondiale       | France                 | + 29 min 18 s          |
| 10e                    | Quick-Step Floors      | Belgique               | + 30 min 46 s          |

## Abandons
- 62 -  Warren Barguil (Sunweb) : non partant
- 74 -  Cesare Benedetti (Bora-Hansgrohe) : abandon
- 103 -  Sven Erik Bystrøm (Katusha-Alpecin) : non partant
- 135 -  Jesper Hansen (Astana) : abandon